# Haplopelma schmidti
Haplopelma schmidti (лат.) — вид пауков семейства пауки-птицееды (Theraphosidae).

## Распространение и места проживания
Haplopelma schmidti распространён в провинции Гуанси на юге Китая и в соседних регионах Вьетнама. Вид встречается на южных склонах гор в тропическом дождевом лесу.

## Описание
Вид является самым крупным представителем рода. Тело длиной 6—8 см, размах ног — 16—18 см. Самцы меньше и стройнее. Тело золотистого окраса, ноги коричневые или чёрные.

## Образ жизни
Самки этого вида могут жить 17—18 лет, в то время как самцы умирают через год или два после последней линьки. Копают глубокие норки в рыхлом грунте, где проводят большую часть жизни.

### Размножение
Кокон формируется через 2—4 месяцев после спаривания и содержит 40—200 яиц, в зависимости от возраста самки и других факторов. Через несколько недель на свет появляются паучата, которые через 5—6 недель становятся самостоятельными.

## Значение
Очень агрессивный вид, по некоторым данным, имеет достаточно токсичный и болезненный укус. Но несмотря на это употребляется в пищу местным населением. Ценится коллекционерами за свои размеры и редкость.